# Bizkai Sagarra
Bizkai es el nombre de una variedad cultivar de manzano (Malus domestica). Esta manzana está cultivada en diversos viveros entre ellos algunos dedicados a conservación de árboles frutales en peligro de desaparición. La manzana 'Bizkai Sagarra' es originaria de de  un caserío de municipio de Guipúzcoa, y actualmente se cultiva debido a su sabor dulce pero soso para manzana de cocina, y muy apreciada en la elaboración de sidra.

## Sinónimos
- "Manzana Bizkai",
- "Bizkai Sagarra",[6][7]
- "Baztan sagarra".(en algunas zonas de Guipúzcoa)

## Historia
'Bizkai Sagarra' es una variedad de manzana cultivada en el País Vasco, está considerada incluida en las variedades locales autóctonas muy antiguas, cuyo cultivo se centraba en comarcas muy definidas, en este caso es una manzana sidrera que se obtuvo en un caserio de (Guipúzcoa). Se caracterizaban por su buena adaptación a sus ecosistemas y podrían tener interés genético en virtud de su adaptación. Estas se podían clasificar en dos subgrupos: de mesa o de cocina, y de sidra (aunque algunas tenían aptitud mixta). Es muy apreciada en elaboraciones culinarias y muy importante en la elaboración de sidra en el país vasco por su sabor dulce aunque soso.
'Bizkai Sagarra' es una variedad mixta, clasificada como muy buena en la elaboración de sidra, también se utiliza como manzana de cocina por su sabor dulce e insípido; difundido su cultivo en el pasado por los viveros comerciales y cuyo cultivo en la actualidad se ha reducido a huertos familiares. Variedad presente en Guipúzcoa.

## Características
El manzano de la variedad 'Bizkai Sagarra' tiene un vigor alto, es árbol de mediana producción; florece a finales de abril.
La variedad de manzana 'Bizkai Sagarra' tiene un fruto de tamaño muy pequeño; forma cónica asimétrica, más ancha por la base, presentando costillas pronunciadas y corona irregular con unos picos más altos que otros, muy bonita; piel gruesa, dura, y brillante; con color de fondo amarillento, siendo el color del sobre color rojo intenso, importancia del sobre color alto, distribución del color en forma de estrías, con alguna pequeña parte verdosa estriada, siendo la sensibilidad al ruginoso-"russetting" (pardeamiento áspero superficial que presentan algunas variedades) muy débil; pedúnculo de tamaño largo, y fuerte, anchura de la cavidad peduncular pequeña, profundidad de la cavidad peduncular poco profunda con algo de ruginoso en la pared; cáliz pequeño y cerrado, profundidad de la cav. calicina media, de anchura pequeña. 
Blanca, dura y crujiente. Muy jugosa.
Carne de color blanco, con textura dura, crujiente, muy jugosa, y bastante aromática; el sabor característico de la variedad, dulce pero soso; corazón de tamaño medio, desplazado. Eje abierto. Cavidades casi imperceptibles. Semillas aristadas, puntiagudas, de tamaño medio, color marrón claro uniforme.
La manzana 'Bizkai Sagarra' tiene una época de recolección tardía a principios de otoño, madura en octubre, de larga duración. Tiene uso mixto pues se usa como manzana de cocina, y también como manzana para la elaboración de sidra, como manzana sidrera es una variedad muy apreciada.